# Clermont Foot
Clermont Foot är en fransk fotbollsklubb från Clermont-Ferrand. Klubben spelar i Ligue 1 och spelar sina hemmamatcher på Stade Gabriel Montpied.
Den 7 maj 2014 skapade Clermont fotbollshistoria när de anställde Helena Costa som huvudtränare. Costa blev den första kvinnliga tränaren för ett proffslag i herrfotboll i Europa. Clermont slutade tvåa i Ligue 2 säsongen 2020/2021 och blev för första gången uppflyttade till Ligue 1.

## Spelare

### Truppen
| Nr | Land      | Pos | Namn                                           |
| -- | --------- | --- | ---------------------------------------------- |
| 2  | Algeriet  | F   | Mehdi Zeffane                                  |
| 3  | Brasilien | F   | Neto Borges                                    |
| 4  | Polen     | F   | Mateusz Wieteska                               |
| 5  | Belgien   | F   | Maximiliano Caufries (lån från Spartak Moskva) |
| 7  | Frankrike | MF  | Yohann Magnin                                  |
| 9  | Serbien   | A   | Komnen Andrić                                  |
| 10 | Tunisien  | MF  | Saîf-Eddine Khaoui                             |
| 11 | Gabon     | A   | Jim Allevinah                                  |
| 12 | Frankrike | MF  | Maxime Gonalons                                |
| 13 | Frankrike | F   | Souleymane Cissé                               |
| 16 | Frankrike | MV  | Lucas Margueron                                |
| 17 | Frankrike | F   | Olivier Kamdem                                 |
| 18 | Kosovo    | A   | Elbasan Rashani                                |

| Nr | Land      | Pos | Namn           |
| -- | --------- | --- | -------------- |
| 19 | Senegal   | F   | Arial Mendy    |
| 20 | Benin     | MF  | Jodel Dossou   |
| 21 | Frankrike | F   | Florent Ogier  |
| 23 | Belgien   | MF  | Brandon Baiye  |
| 24 | Benin     | MF  | Jodel Dossou   |
| 25 | Frankrike | MF  | Johan Gastien  |
| 31 | Senegal   | F   | Baïla Diallo   |
| 36 | Ghana     | F   | Alidu Seidu    |
| 40 | Frankrike | MV  | Ouparine Djoco |
| 70 | Österrike | MF  | Muhammed Cham  |
| 91 | Angola    | A   | Jérémie Bela   |
| 95 | Frankrike | A   | Grejohn Kyei   |
| 97 | Frankrike | MF  | Yanis Massolin |
| 99 | Frankrike | MV  | Mory Diaw      |

### Utlånade spelare
| Nr | Land      | Pos | Namn                                                    |
| -- | --------- | --- | ------------------------------------------------------- |
| —  | Algeriet  | MF  | Yuliwes Bellache (i Austria Lustenau till 30 juni 2023) |
| —  | Frankrike | MF  | Naël Jaby (i Moulins Yzeure till 30 juni 2023)          |

| Nr | Land      | Pos | Namn                                                |
| -- | --------- | --- | --------------------------------------------------- |
| —  | Turkiet   | MF  | Cem Türkmen (i Austria Lustenau till 30 juni 2023)  |
| —  | Frankrike | A   | Yadaly Diaby (i Austria Lustenau till 30 juni 2023) |